# Гроздья гнева (фильм)
«Гро́здья гне́ва» (англ. The Grapes of Wrath) (1940) — драматический роуд-муви режиссёра Джона Форда. Единственная экранизация одноимённого романа Джона Стейнбека, получившего Пулитцеровскую премию (1940). Классика американского киноэкрана, неоднократно признававшаяся одним из величайших кинофильмов в истории; удостоена двух «Оскаров» за актёрскую работу Джейн Дарвелл и режиссуру Форда.

## Сюжет
Великая депрессия. После четырёхлетней отсидки за убийство, Том Джоуд (Генри Фонда) возвращается автостопом на родительскую ферму в Оклахоме, и по пути немного пугает водителя грузовика (Ирвинг Бейкон) своей историей. Том замечает сидящего под деревом на обочине Джима Кейси (Джон Кэррадайн) — странника и бывшего проповедника, крестившего его, который перестал слышать голос Бога. Том рассказывает ему, что получил семь лет за убийство пьяницы лопатой, пырнувшего его ножом на танцах, но получил условно-досрочное освобождение.
Ферма кажется пустующей, но на месте и мамины туфли, и шляпа, которую Том оставил деду. Единственный оставшийся обитатель — спрятавшийся фермер Мьюли Грейвз (Джон Куэйлен), сообщает, что разорившаяся семья была выселена с земли и уехала к дяде Тома Джону. Он же категорически отказывается покидать свою ферму. В воспоминаниях он рассказывает, как семьи по всей округи были вынуждены покинуть фермы по требованию владельца земли, а их дома были снесены тракторами «Caterpillar». Та же участь постигла и его ферму — он не решился выстрелить в сына соседа Джо Дэвиса, управляющего машиной, дабы прокормить семью. Его семья уехала на запад, один он, «старый призрак на погосте», бродяжничает по округе. Троица прячется от нагрянувшего инспектора, разыскивающего Мьюли.
Большая семья Джоуд из трёх поколений собирается за обеденным столом. Вскоре прибывают Том и Джим, сына встречает миссис Джоуд (Джейн Дарвелл), волнующаяся, не озлобился ли тот в тюрьме. Он поочерёдно приветствует домочадцев — радующегося больше всех дедушку Уильяма (Чарли Грэйпвин), отца Тома (Рассел Симпсон), дядю Джона (Фрэнк Дарьен), старшего брата отца, старшего брата Ноя, младшего Эла (У. З. Уайтхед), беременную младшую сестру Розу (Доррис Боудон) и её мужа Конни Риверса (Эдди Куиллан). Приехавший представитель компании сообщает Джону, что его семье надо покинуть землю. Им удалось накопить 200 долларов на продаже хлопка, 75 из них ушло на покупку грузовика «Hudson» 1926 года. Семья из 12 человек — супругов, родителей, брата и зятя отца и шестерых детей намерена искать лучшей жизни в Калифорнии, где обещают работу и хороший заработок. Дедушка не желает покидать родные места, тогда его поют кофе с успокоительным и увозят насильно. Джима также берут с собой. Начинается долгое путешествие, за рулём сидит Эл, в кабине вместе с ним — бабушка (Зеффи Тилбери) и мама, остальные — в открытом кузове.
Во время тяжелого переезда по трассе 66 штата Оклахома, проехав Оклахома-сити, умирает дедушка, его последними словами были: «Верно… Просто устал… Устал… Устал…» Его хоронят ночью у обочины с запиской от Тома на странице семейной Библии: « Здесь от сердечного приступа почтенным стариком скончался Уильям Джеймс Джоуд Родные похоронили его здесь, потому что не имели денег на погребение. Никто его не убивал, он скончался от сердечного приступа.» Кейси говорит предсмертную речь. Семья останавливается в лагере за 50 центов за ночь, Кони поёт под гитару. Один из мигрантов, у которого от голода умерли дети, не разделяет оптимизма мистера Джоуда, сообщая, что работы нет, так как 5000 листовок с объявлением работы сборщиками фруктов для 800 человек получило около 20 000 человек. Однако Джоуды не теряют надежду.
Грузовик минует реку Пекос и доезжает до трассы 66 штата Нью-Мексико. В кафе у заправки мистер Джоуд просит у работников хлеба для своей матери, продавец Берт позволяет купить вчерашнюю буханку за 10 центов. Видя, как младшие дети, Руфь (Ширли Миллс) и Уинфилд смотрят на конфеты, официантка продаёт им две штуки за 4 цента, хотя одна стоит 5 центов.
Ненадолго задержавшись на посту инспекции домашнего скота штата Аризона, семья продолжает долгий путь. Они доезжают до реки Колорадо и видят на другом берегу Калифорнию, «землю мёда и молока». Мужчины купаются в реке. Ной решает остаться у реки. Бабушка, бредит по усопшему мужу. Двое заправщиков обсуждают незавидную участь семьи, один из них говорит, что они не люди, так как те не вынесли бы такого жалкого существования. Конни жалеет, что в своё время не отправил купон для получения должности радиоспециалиста. Ночью сельскохозяйственная инспекция проводит проверку, мать просит пропустить их, так как у них на руках больная старушка, инспекторы верят ей на слово, сообщая о докторе в 15 милях.
Машина глохнет. Вскоре семья радостно лицезреет зелёные угодья с апельсиновыми деревьями и стогами. Мисси Джоуд сообщает Тому, что бабушка умерла ещё до того, как их остановила инспекция, но теперь её удастся похоронить «среди зелени и деревьев». Мужчины дотаскивают грузовик до города, однако полицейский говорит, что вся работа перешла на юг. Он предупреждает, чтобы они ехали в лагерь, дабы не быть арестованными среди вечерних улиц. На стоянке семья видит лишь изнурённые лица постояльцев. С камнем на сердце они накладывают пищу из котла на глазах оравы голодных детей, среди которых темноволосая девочка (Пегги Райан), и идут есть в палатку. Сердобольная миссис Доуд накладывает тем остатки.
В лагерь приезжает арендатор и предлагает работу по сбору фруктов за 30 центов. Один из фермеров, который уже дважды попадался на такую уловку, требует, чтобы тот показал лицензию и составил договор, чтобы безработным не пришлось или батрачить за двое меньшую цену, или умирать с голоду. Арендатор решает убрать смутьяна, помощник шерифа (Гарри Кординг) хочет арестовать его якобы за то, что тот ошивался у ограбленной стоянки, и при попытке подстрелить убегающего мигранта ранит женщину. Том сбивает полицейского с ног, а Джим вырубает ногой по голове, забирает револьвер 45 калибра и говорит тому отсидеться в рощице, после чего разряжает и выбрасывает оружие. Кейси даёт себя арестовать. Вернувшийся Том говорит, что городские намерены сжечь лагерь, узнаёт, что не выдержавший испытания Конни ушёл вечером, и успокаивает сестру. Люди спешно покидают пристанище.
Ночью дорогу к потенциальной работе перекрывают вооружённые городские, требующие оклахомцев ехать на север и возвращаться, когда поспеет хлопок.
Миссис Джоуд сообщает, что масла осталось на день, да ещё 10 картофелин и муки на пару дней, тем более Розе скоро рожать. Проезжающий мистер Спенсер направляет семью на ранчо Кин к востоку от 51-го километра, где поспели персики. Вскоре они присоединяются к колонне таких же искателей работы. Оставшуюся семью из 4 мужчин, двух женщин и двух детей селят в дом № 63, их задача — наполнять ящики с зарплатой в 5 центов.
Мужчины зарабатывают доллар и не наедаются, миссис Джоуд приходится закупаться по высоким ценам в единственной в округе лавке компании. Охранник со значком из «Американского легиона» запрещает Тому гулять ночью по улице. Прогуливаясь по лесу, он видит Кейси в палатке, выселенного из города, присоединившегося к группе недовольных, отстранённых от работы. Джим предлагает другу присоединиться к забастовке, пока из-за большого количества рабочих тем не снизили зарплату вдвое, однако тот сомневается. Заслышав приближающиеся голоса, пятеро мужчин бегут под мост, но их замечают. Один из охранников убивает Джима дубинкой по голове, в отместку Том выхватывает её, убивает мужчину и сбегает. В лагере включается сирена. Наутро мать сообщает отлёживающемуся от раны на щеке сыну о расставленных патрулях, желающих линчевать убийцу с увечьем на лице. Тот решает уйти, дабы не подвергать опасности семью, но миссис Джоуд, с сожалением говорящая о разваливающейся семьи и печальном будущем её членов, просит его остаться. Они слышат, как мигранту приходится согласиться на работу в два с половиной цента, которой не хватит даже на обед, Том понимает, что Кейси был прав. Семья решает уехать ночью.
Охранники застают Джоудов за сборами, но Эл врёт, что бледный невысокий человек, которого они подобрали по дороге, ушёл из-за низкой стоимости работы, тем самым спасая жизнь брату, спрятанному под матрацами. Через некоторое время двигатель перегревается из-за обрыва ремня, также у них осталось всего два литра бензина. Они всё же добирается до земледельческого лагере департамента сельского хозяйства, где их радушно встречает мистер Коннуэй, сообщающий, что у них есть ванны с водопроводом, жители сами выбирают полицию, а за порядком следит комитет. Том идёт подписывать бумаги, узнавая, что проживание стоит один доллар в неделю, которое можно отработать. В каждом из пяти санитарных корпусов избирается председатель комитета, творящего законы. Также тут лучшие танцы округа по субботам, а полиция не может явиться сюда без ордера.
Семья наконец, после стольких испытаний и лишений, обретает новый дом. Младшие Джоуд с любопытством осматривают санузел, которые раньше видели лишь в каталогах. Работящим мужчинам сообщают о том, что в субботу вечером в лагере устроят драку сторонники уничтожения лагерей для мигрантов, считающих, что их организовывают «красные».
Джоуды приходят на танцы, туда же попадают несколько человек якобы по предложению Джексона. Паренёк Вилли сообщает о пятерых полицейских в одной машине и четвёртых в другой у лагеря, все вооружены. Том танцует с матерью. Жители тихо обезвреживают подстрекателей, готовые ворваться полицейские, видя, что всё тихо, убираются восвояси.
Когда все ложатся спать, Том видит, как полицейские записывают номер их грузовика — «Оклахома, Л-204» и уходят за ордером. Мужчина тихонько собирает вещи и уже собирается уходить, но тут его замечает проснувшаяся миссис Джоуд. Выйдя с матерью на улицу, он сообщает, что желает продолжить миссию Кейси, борясь за социальные реформы. Он понимает, что его рано или поздно схватят, но до этого момента он будет искать справедливость.
«Я буду повсюду в темноте, куда бы ты ни посмотрела. Куда ни глянь, где бы ни была драка, чтобы голодные могли поесть. Я буду там, где полицейский избивает простого человека. Ты узнаешь меня в криках обиженных, и в смехе детей, когда они проголодаются, но будут знать, что ужин готов. Я буду там, где люди едят свой урожай и живут в домах, которые сами построили. Я буду там.»
Миссис Джоуд прощается с сыном, поцеловав того, хотя это несвойственно их семье.
Семья вместе с остальными собирается на 20-дневные заработки по уборке хлопка во Фресно. Отец, мать и младший сын обсуждают дальнейшие перспективы. Фильм заканчивается словами миссис Джоуд:
"…Меня уже ничем не напугаешь. Хотя раньше страшно было. Одно время мне казалось что всё, мы погибли, будто вокруг нас во всём мире только враги и ни одного друга. Вот это было страшно, чувствовать, будто никому до нас нет дела. Ну а сейчас ничего… Знаешь, отец — женщине легче подстроится. Мужчины — они живут рывками. Кто-то родился, кто-то умер — рывок. Обзавёлся фермой и лишился её — рывок. У женщины всё плавно, как ручей. Небольшие водовороты, водопады, но ручей продолжает течь. Женщины так на жизнь смотрят… Богачи приходят и умирают, детишки у них никчёмные, и с ними умирает весь род. А мы не исчезаем, нас не истребить, это бесполезно. Мы будем существовать всегда, отец, потому что мы и есть «народ».
Колонна грузовиков размеренно движется по дороге.

## В ролях
| Актёр           | Роль                                   |
| --------------- | -------------------------------------- |
| Генри Фонда     | Том Джоуд                              |
| Джейн Дарвелл   | Мать                                   |
| Джон Кэррадайн  | бывший проповедник Джим Кейси          |
| Рассел Симпсон  | Отец                                   |
| Чарли Грэйпвин  | Дед                                    |
| Зеффи Тилбери   | Бабка                                  |
| Фрэнк Дарьен    | Дядя Джон                              |
| Доррис Боудон   | Роза Сарона                            |
| У. З. Уайтхед   | Эл                                     |
| Джон Куолен     | Мьюли                                  |
| Эдди Куиллан    | Конни                                  |
| Ширли Миллс     | Рут Джоад                              |
| Джо Сойер       | бухгалтер                              |
| Фрэнк Фэйлен    | Тим                                    |
| Ирвинг Бейкон   | водитель грузовика                     |
| Пол Гилфойл     | Флойд                                  |
| Чарльз Миддлтон | командир блокпоста                     |
| Гарри Кординг   | помощник шерифа (в титрах не указан)   |
| Пегги Райан     | голодная девушка (в титрах не указана) |
| Фрэнсис Форд    | мигрант (в титрах не указан)           |

## Анализ
Этот фильм в Америке считают первой не сентиментальной кинолентой о простых людях. В своем герое Томе Джоуде Генри Фонда сумел раскрыть очень важную грань национального характера американцев — правдоискательство. Представляя огромную армию фермеров, согнанных со всей земли, он служит олицетворением их поисков социальной справедливости.
Съёмки фильма были окружены тайной из-за опасения, что торговые палаты Техаса и Оклахомы могут запретить натурные съёмки на своих территориях. Секретное название ленты было «Шоссе 66».

## Награды
- 1940 — премия Национального совета кинокритиков США за лучший фильм.
- 1941 — две премии «Оскар» за лучшую режиссуру (Джон Форд) и лучшую женскую роль второго плана (Джейн Дарвелл), а также 5 номинаций: лучший фильм, лучшая мужская роль (Генри Фонда), лучший сценарий (Наннэлли Джонсон), лучшая запись звука (Эдмунд Хансен), лучший монтаж (Роберт Симпсон).
- 1989 — лента включена в Национальный реестр фильмов.
- 1998 — 21-е место в списке 100 лучших американских фильмов по версии Американского института киноискусства. В обновленном списке 2007 года лента заняла 23-е место. Образ Тома Джоуда, созданный Генри Фондой, занял 12-е место в списке 100 лучших героев.

## Место в ряде рейтингов
В 1989 году фильм одним в числе первых 25 картин включён в Национальный реестр фильмов, обладая «культурным, историческим или эстетическим значением».
По версии Американского института кино картина занимает ряд мест:
21-е (1998) и 23-е (2007) места в списке 100 фильмов
12-е место в списке героев 100 героев и злодеев (Том Джоуд)
7-е место в 100 вдохновляющих фильмов

## Прокат
Прокат фильма в Канаде стартовал 1 марта 1940 года, в США — 15 марта 1940 года, в СССР — в 1948 году, в Италии — 26 апреля 1952 года, в Японии — 2 января 1963 года.